# Al Kiswah
Al Kiswah (arabiska: الكسوة, كسوة) är en subdistriktshuvudort i Syrien.   Den ligger i provinsen Rif Dimashq, i den sydvästra delen av landet, 17 kilometer söder om huvudstaden Damaskus. Al Kiswah ligger 724 meter över havet och antalet invånare är 23 526.
Terrängen runt Al Kiswah är platt åt nordväst, men åt sydost är den kuperad. Runt Al Kiswah är det ganska tätbefolkat, med 75 invånare per kvadratkilometer.. Närmaste större samhälle är Damaskus, 17,5 kilometer norr om Al Kiswah. 
Omgivningarna runt Al Kiswah är i huvudsak ett öppet busklandskap.